# Ceiba (Puerto Rico)
Ceiba es un municipio situado en Puerto Rico. Según el censo de 2020, tiene una población de 11 307 habitantes.
Fue fundado en 1838 por Luis de la Cruz. Debe su nombre a uno de los árboles más reconocibles de Puerto Rico. Sus habitantes son también conocidos como «Los come sopas» y la localidad como «la Ciudad del Marlin». Su principal playa es Los Machos, una playa biogénica o de arenas provenientes del arrecife de coral cercano a sus costas.
Hasta 2004 fue la sede de la Estación Naval Roosevelt Roads. Hoy en día la antigua base militar abarca, entre otras cosas, el aeropuerto José Aponte de la Torre y la terminal de ferry de Ceiba, que sirve a las islas municipio de Puerto Rico, Vieques y Culebra. 
Ceiba es muy famoso por el Festival del Come Sopa y el Festival del Límber, entre otros eventos. El municipio se distingue por tener en medio de la plaza de recreo su árbol distintivo, la «ceiba pentandra».

## Historia
Es el más oriental de los municipios que componen la isla grande del archipiélago de Puerto Rico. Fue fundado oficialmente en 1838 por Luis de la Cruz. Debe su nombre al árbol de ceiba (Ceiba pentandra)  que abunda en sus tierras. 
El lugar que hoy conocemos como el municipio de Ceiba fue territorio del cacicazgo de Dagüao, el audaz taíno que luchó contra los conquistadores españoles ofreciéndoles una prolongada resistencia y que detuvo la conquista y colonización de la zona oriental de la isla. El Cacique Dagüao tenía la práctica de atacar estancias españolas para evitar su propagación en la zona, junto al Cacique Jumacao, también oriundo de este sector oriental. Los múltiples hallazgos arqueológicos (cerca de 34), muchos de ellos sin estudiar aún, en la zona de las riveras de los ríos Dagüao y Río Blanco, junto a los terrenos de la Antigua Base Naval Roosevelt Roads, son testigos de la vida y cultura de esta población indígena influenciada por el Cacique Dagüao, líder de la región.
La historia de Ceiba está llena de personajes y eventos significativos que forjaron su desarrollo e idiosincrasia.  El primer evento fue el logro del deslinde de los terrenos que hoy forman el Municipio de Ceiba, luego de intensa lucha con vecinos del Municipio de Fajardo en el 1837, bajo el liderato de Luis de la Cruz (1838), primer Alcalde de este municipio. Esta lucha intensa logró su propósito al oficialmente, y bajo la autorización del Gobernador Francisco J. Moreda Prieto, declarar a Ceiba en un municipio autónomo de Fajardo. El segundo evento significativo en la historia de este pueblo ocurre luego del cambio de soberanía de la isla (1898). Ceiba, sin motivos claros, vuelve a ser un barrio del Municipio de Fajardo, siendo alcalde Ángel Ramos (1896-1914). Esta situación se extiende por las primeras décadas del siglo XX, hasta que el 12 de mayo de 1914, en virtud a la Ley 9, Ceiba recupera nuevamente la autonomía municipal.
El tercer evento que deseamos destacar ocurre entre los años 1941-1943. Siendo gobernador de la isla, Rexford Tugwell (1941-1946), y alcalde de Ceiba Bernardino Pedraza (1941-1944), ocurre, en virtud de la emergencia de guerra que generó la intervención de los Estados Unidos en la Segunda Guerra Mundial,  la expropiación de una tercera parte del territorio ceibeño por el Departamento de Defensa Federal, para establecer la Base Naval Roosevelt Roads (8,638 acres o cerca de 9,000 cuerdas). Este proceso deja sin vivienda y fuente de sustento a cientos de familia que poblaban dicha área. Esta situación generó una crisis nacional que obliga al gobierno central, a través de la recién creada Autoridad de Tierras, a obtener en el 1941, por medio de la expropiación de 400 cuerdas, los primeros terrenos dados en parcelas en Puerto Rico.  Los residentes “sin tierra”  de los Barrios Guayacán, Rolón, Machos, El Corcho, Cascajo, Punta Puerca, La Tea, Quebrada Seca, El Corcho, Dagüao,  las islas de Piñero, Cabeza de Perro, Islote Indio, Cabras, Cabra de tierra, Cabrita, Garzas y Roloncito, que habían sido expropiados por la Marina de Guerra de los Estados Unidos, son ubicados en estos terrenos.  Estas primeras parcelas son hoy el Barrio Aguas Claras de Ceiba. 

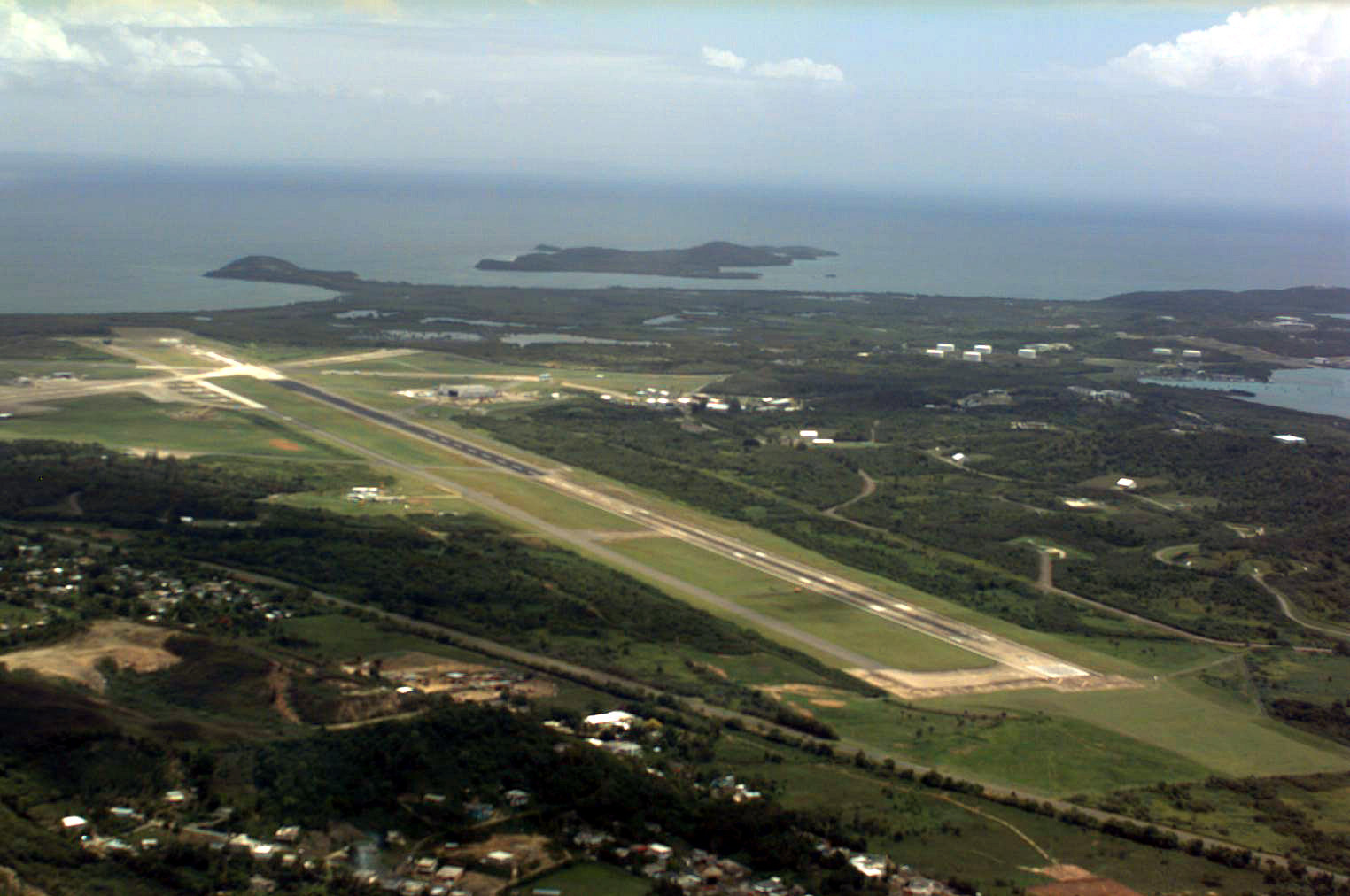
Roosevelt Roads (1994)

El Profesor Gerardo Piñero-Cádiz (2004), en su análisis de la expropiación de las propiedades por la Armada de los Estados Unidos (NAVY), demuestra que este cuerpo castrense tasó todas las propiedades adquiridas, tanto en Ceiba como en Vieques, por precios significativamente menores al precio real de dichos terrenos, según los documentos oficiales del Departamento de Hacienda de Puerto Rico (Piñero, 138; Ayala & Bolívar, 2004, 55). Aun cuando hubo muchas reclamaciones en las cortes federales por esta acción del NAVY, no prosperaron dichas reclamaciones (Act. of C.P., 1942-1947, 2435, 2681, 2712, 2782,). 
El cuarto evento significativo fue el cierre definitivo de la Base Naval Roosevelt Roads el 31 de marzo de 2004. 
Este proceso se dio primeramente bajo la administración del Alcalde Gerardo Cruz-Maldonado (1997-2003) y continúo en la incumbencia del Alcalde Gilberto Camacho-Padilla (1985-1992; 2003-2008). El cierre de la Base Naval generó una crisis general en el Municipio de Ceiba, que aún hoy se experimenta. En medio del vacío de participación comunitaria que crea esta crisis surge la Organización Comunitaria APRODEC, con la misión principal de trabajar por el bienestar general de la región oriental del país afectada por esta situación de desesperanza que generó el cierre de la principal fuente de empleo de la región.
El Quinto Evento significativo de la Historia de Ceiba ocurrió el 7 de mayo de 2013, la transferencia oficial de todos los terrenos para desarrollo económico (EDC) de la Antigua Base Naval Roosevelt Roads a Puerto Rico. Este logro ha sido como resultado de la acción divina y la lucha valiente de las comunidades de Ceiba y Naguabo.  Esta transferencia es un paso intermedio para que Ceiba y Naguabo, como municipios, recuperen todo el territorio que por más de 60 años habían formado parte del emporio militar de Roosevelt Roads.
El actual Alcalde de Ceiba es Samuel "Sammy" Rivera Báez. Los habitantes de Ceiba se conocen como ceibeños o "come sopas".
El patrón y parroquia es «San Antonio de Padua».

## Geografía
La localidad está ubicada en las coordenadas 18°15′12″N 65°37′15″O / 18.25333, -65.62083 (18.253265, -65.620765). Según la Oficina del Censo, tiene una superficie total de 411.38 km², de los cuales 75.20 km² corresponden a tierra firme y 336.18 km² están cubiertos de agua.
Está situada en la costa este de la isla. Al norte limita con Río Grande, Luquillo, Fajardo y el océano Atlántico; al sur con Naguabo: al oeste con Río Grande y Naguabo, y al este con el océano Atlántico.

### Ríos
- Río Daguao
- Río Fajardo
- Río Demajaguas

## Demografía
Según el censo de 2020, la localidad tiene una población de 11 307 habitantes. La densidad de población es de 150 hab./km². El 16.04 % de los habitantes son blancos, el 9.79 % son afroamericanos, el 0.56 % son amerindios, el 0.14 % son asiáticos, el 0.04 % son isleños del Pacífico, el 30.84 % son de otras razas y el 42.58 % son de una mezcla de razas. Del total de la población, el 98.16 % son hispanos o latinos de cualquier raza.

## Barrios
- Ceiba
- Chupacallos
- Daguao
- Guayacán
- Machos
- Quebrada Seca
- Río Abajo
- Saco